# Хлоропирамин
Хлоропирамин (Супрастин) — лекарственное средство, антигистаминный препарат, блокатор H1-гистаминовых рецепторов I-поколения.
Первые патенты на синтез его главного действующего компонента были получены ещё в середине прошлого века, на рубеже 40-х и 50-х годов. Он стал одним из первых антигистаминных препаратов, который начали применять на практике. В России хлоропирамин входит в перечень жизненно необходимых и важнейших лекарственных препаратов.
Антихолинергические свойства хлоропирамина и способность проникать через гематоэнцефалический барьер связывают с его клиническими побочными эффектами: сонливостью, слабостью, головокружением, утомляемостью, сухостью во рту, запором, редко — нарушениями зрения и повышением внутриглазного давления.

## Фармакологическое действие
Конкурентно блокирует фармакологические эффекты гистамина, выделяющегося посредством рецепторов гистамина Н1. Препарат имеет также центральное действие (как стимулирующее, так и седативное, что также облегчает перенос аллергических реакций и шоков) и периферический эффект, подобный атропину (м-холиноблокирующее действие).

## Показания
Аллергический конъюнктивит; аллергический ринит; аллергический дерматит; вазомоторный ринит; сенная лихорадка; крапивница; ангионевротический отёк; сывороточная болезнь; экзема; аллергические медикаментозные реакции; реакции на переливание крови; анафилактоидные реакции.

## Противопоказания
Препарат не рекомендуется во время беременности и лактации. Не применяется у новорождённых и недоношенных детей. Лечение ингибиторами МАО. Не применяется у больных с глаукомой, пептической язвой, гипертрофией простаты, расстройствами дыхания, симптомами обструктивных заболеваний. Сверхчувствительность к препарату.

## Применение
Таблетки принимают внутрь во время еды, не разжевывая и запивая достаточным количеством воды.
Взрослым:
- 1-2 таблетки (25-50 мг) 3-4 раза в день.

Детям:
- от 1 до 12 месяцев 1/4 таблетки 2-3 раза в день;
- от 1 года до 6 лет 1/3 таблетки 2-3 раза в день;
- от 7 до 14 лет 1/2 таблетки 2-3 раза в день.

Максимальная суточная доза 2 мг/кг массы тела.
Используется также внутримышечное введение, рекомендуемая суточная доза для взрослых — 1-2 мл (1-2 ампулы).
Внутривенное введение используют только в острых тяжёлых случаях под контролем врача.

## Побочные действия
Побочные эффекты, как правило, возникают крайне редко, носят временный характер, проходят после отмены препарата.
Со стороны ЦНС: сонливость, утомляемость, головокружение, нервное возбуждение, тремор, головная боль, эйфория.
Со стороны желудочно-кишечного тракта: дискомфорт в животе, сухость во рту, тошнота, рвота, понос, запор, потеря или повышение аппетита, боль в верхней части живота.
Со стороны сердечно-сосудистой системы: снижение артериального давления, тахикардия, аритмия. Не всегда была установлена прямая связь этих побочных эффектов с приёмом препарата.
Со стороны системы кроветворения: очень редко: лейкопения, агранулоцитоз.
Прочее: затруднённое мочеиспускание, мышечная слабость, повышение внутриглазного давления, фотосенсибилизация.

### Передозировка
Симптомы: у детей — возбуждение, тревожность, галлюцинации, атетоз, атаксия, судороги, мидриаз, неподвижность зрачков, гиперемия кожи лица, гипертермия; затем — сосудистый коллапс, кома. У взрослых — заторможенность, депрессия, гипертермия и гиперемия кожных покровов, психомоторное возбуждение, судороги, кома. Лечение: промывание желудка, прием активированного угля (при проведении дезинтоксикации в ранние сроки после перорального приёма); симптоматическая терапия (включая назначение противоэпилептических ЛС, кофеина, фенамина), реанимационные мероприятия, ИВЛ — по показаниям.

## Указания
При анафилактическом шоке, в острых и тяжёлых случаях рекомендуется начинать терапию с осторожного внутривенного введения препарата, затем продолжают лечение внутримышечным введением. Антигистаминные препараты могут вызывать возбуждение, особенно у детей. У пожилых больных (60 или старше лет) может наблюдаться головокружение, седация и гипотензия.
Препарат может потенцировать действие алкоголя и препаратов, подавляющих ЦНС. Препарат может ухудшать психические и физические способности, необходимые для ведения особой деятельности, как например вождение автотранспорта или работа у машин.
Крупное исследование на людях в возрасте 65 лет и старше связало развитие болезни Альцгеймера и других форм деменции с «более высоким кумулятивным» применением антигистаминных препаратов первого поколения из-за их антихолинергических свойств.